# Домброва (Ласький повіт)
Домброва (пол. Dąbrowa) — село в Польщі, у гміні Бучек Ласького повіту Лодзинського воєводства.
У 1975-1998 роках село належало до Серадзького воєводства.